# Proposizione finale latina
La proposizione finale latina, come quella italiana, è una frase subordinata che indica il fine o scopo dell'azione espressa nella frase reggente.
In latino la proposizione finale è costituita da:
ut o ne seguiti da un verbo al modo congiuntivo.
Si trova con ut (raramente uti) nelle finali affermative, o ne nelle negative. Nel caso di due finali coordinate tra loro, la congiunzione è neque se la prima proposizione è introdotta da ut, ed è neve se la prima è introdotta da ne. Raramente si può incontrare ne non con lo stesso valore di ut.

Si usa il congiuntivo:
- presente, se nella reggente c'è un tempo principale (indicativo presente, futuro semplice, imperativo presente e futuro, congiuntivo presente, e in rari casi viene usato pure il perfetto - detto in questo caso logico -);
- imperfetto se nella reggente c'è un tempo storico (indicativo imperfetto, perfetto, piuccheperfetto e in alcuni casi anche il presente - detto in questo caso storico- ).

## Altri modi per esprimere la proposizione finale
La proposizione finale latina si può esprimere nei seguenti modi:
- con i pronomi qui, quae, quod e il congiuntivo presente o imperfetto (relativa impropria finale);
- con quo (= ut eo, «affinché con ciò») e il congiuntivo in presenza di aggettivi o avverbi al grado comparativo nella finale;
- con causā o gratiā preceduti da un verbo al gerundio (o gerundivo) al caso genitivo;
- con ad seguito da un verbo al gerundio (o gerundivo) al caso accusativo.
- con il gerundio (o gerundivo) in caso dativo, solo in presenza di aggettivi che esprimono utilità, quali utilis (utile), aptus (adatto) ecc...;
- con il supino in -um (attivo), in dipendenza da verbi di movimento con valore esclusivamente finale;
- raramente con il participio futuro o participio presente del verbo;
- raramente anche con ob e l'accusativo del gerundivo.

Si notino le due espressioni: "ut non dicam" e "ne dicam". Nella prima il non nega solo il verbo così che la frase tradotta in italiano assuma il valore di «per tacere di...», «per non parlare di..» mentre nella seconda il ne serve per negare l'intera frase e serve ad attenuare un giudizio troppo forte; si traduce con «direi quasi..», «per non dire di...».

## Alcuni esempi
| «Hannibal Neapolim petit ut urbem maritimam habeat.»            |
| «Annibale si dirige verso Napoli per avere una città sul mare.» |

| «Abolendo rumori Nero subdidit reos.»                             |
| «Per far tacere le vociferazioni, Nerone inventò degli imputati.» |

| «Haedui legatos sui purgandi gratiā ad Cesarem mittunt.»  |
| «Gli Edui mandano messaggeri a Cesare per giustificarsi.» |

| «Magistratus, qui ei bello praesint, deliguntur.»         |
| «Si scelgono dei magistrati che comandino quella guerra.» |

| «Legati ad Scipionem pacem petentes venerunt.»              |
| «Vennero da Scipione alcuni messaggeri a chiedere la pace.» |

| «Is legatos ad Tiberium oraturos auxilia misit.»       |
| «Mandò dei messaggeri a Tiberio per/a chiedere aiuti.» |

| «Ab initio res vobis exponemus, quo facilius intellegatis.»            |
| «Vi esporremo le cose dal principio, affinché capiate più facilmente.» |

| «Ob condemnandos innocentes pecuniam accepit.»    |
| «Accettò il denaro per condannare gli innocenti.» |

## Osservazione
Le forme ut nemo, ut nihil, ut nullus, ecc. sono consecutive. Nelle finali la negazione passa nella congiunzione, per cui si avrà:
- ne quis (invece di ut nemo) = affinché nessuno;
- ne quid (invece di ut nihil) = affinché nulla;
- ne ullus (invece di ut nullus) = affinché nessuno;
- ne umquam (invece di ut numquam) = affinché mai;
- ne usquam (invece di ut nusquam) = affinché in nessun luogo.

Esempio.
Thrasibūlus legem tulit, ne quis accusaretur neve multaretur [Trasibùlo propose una legge, affinché nessuno fosse accusato né punito] (Cornelio Nepote).

## Proposizione finale con i verbicurandi, postulandi e hortandi
Reggono la proposizione completiva finale i verbi curandi, postulandi e hortandi, cioè quei verbi che significano:
- "curare", "procurare", "provvedere", "sforzarsi", "adoperarsi", "cercare di", come: curo, video, provideo, prospicio; nitor, enitor, contendo; ago, facio, efficio, perficio, operam do, ecc.

Esempio.
Hamilcar effecit, ut  imperator in Hispaniam mitteretur [Amilcare ottenne di essere mandato come generale in Spagna] (Nepote)
- "pregare", "chiedere", "desiderare", "ottenere", come: oro, rogo, obsěcro, obtestor, precor, peto, quaero, flagito, postulo; opto, obtineo, adipicor, consequor, ecc.

Esempio.
Senectutem ut adipiscantur, omnes optant. [Tutti desiderano di raggiungere la vecchiaia] (Cicerone).
- "esortare", "indurre", "persuadere", "consigliare", "comandare", "incitare", ecc, come: hortor, moneo, admoneo, suadeo, persuadeo, impero, mando, praecipio, edīco, incĭto, impello, ecc.

Esempio.
Marius edicit, ut frequentes obviam irent Hannibali [Mario ordina che in massa vadano incontro ad Annibale] (Livio).